# 利斯科姆鎮區 (愛荷華州馬歇爾縣)
利斯科姆鎮區（英語：Liscomb Township）是位於美國愛荷華州馬歇爾縣的一個行政鎮區。

## 地方資料
根據2010年美國人口普查的數據，利斯科姆鎮區的面積為92.83平方千米，當中陸地面積為92.81平方千米，而水域面積為0.02平方千米。當地共有人口274人，而人口密度為每平方千米2.95人。